# Liste der Monuments historiques in Saulxures (Haute-Marne)
Die Liste der Monuments historiques in Saulxures führt die Monuments historiques in der französischen Gemeinde Saulxures auf.

## Liste der Objekte
| Bezeichnung               | Beschreibung                                                                | Standort                        | Kennzeichnung | Schutzstatus | Datum | Bild |
| ------------------------- | --------------------------------------------------------------------------- | ------------------------------- | ------------- | ------------ | ----- | ---- |
| Prozessionskreuz          | Metall, versilber, 18. Jahrhundert                                          | in der Kirche St-Jacques (Lage) | PM52001842    | Inscrit      | 1976  |      |
| Hauptaltar                | Altartisch und Retabel; Holz, farbig gefasst und vergoldet, 18. Jahrhundert | in der Kirche St-Jacques (Lage) | PM52001225    | Classé       | 1976  |      |
| Skulptur Madonna mit Kind | Stein, farbig gefasst, 16. Jahrhundert                                      | in der Kirche St-Jacques (Lage) | PM52001223    | Classé       | 1976  |      |
| Kelch und Patene          | Silber, vergoldet, 1854 von Napoleon III. gestiftet                         | in der Kirche St-Jacques (Lage) | PM52001224    | Classé       | 1976  |      |